# Heinrich Weiberg
Heinrich Weiberg (* 20. Januar 1911 in Berlin; † 30. Mai 1984 ebenda) war ein deutscher Geheimdienstoffizier des Ministeriums für Staatssicherheit (MfS) der DDR. Er war Generalmajor und von 1971 bis 1975 Sektorenleiter in der Hauptverwaltung Aufklärung (HVA).

## Leben
Weiberg, Sohn eines Buchbinders, legte das Abitur ab und war von 1925 bis 1937 als Kohlenarbeiter tätig. Von 1931 bis 1934 war er Werkstudent (Chemie/Physik) an der Friedrich-Wilhelms-Universität Berlin, ohne Abschluss. 1937 wurde er Teilhaber eines Kohlengeschäfts. Von 1940 bis 1945 leistete er während des Zweiten Weltkriegs als Soldat Kriegsdienst in der Wehrmacht. Er geriet 1945 in sowjetische Kriegsgefangenschaft und besuchte eine Antifa-Schule.
Nach seiner Entlassung 1949 arbeitete er als Chemiker in Heinrichshall bei Bad Köstritz und wurde Mitglied der Sozialistischen Einheitspartei Deutschlands (SED). Nach der Bildung der Provisorischen Regierung der DDR im Oktober 1949 wurde er Personalleiter in der Hauptabteilung Chemie des Ministeriums für Schwerindustrie der DDR unter Minister Fritz Selbmann. Im Jahr 1951 erfolgte seine Einstellung beim Auslandsnachrichtendienst Institut für wirtschaftswissenschaftliche Forschung (ab 1953 Hauptabteilung XV, ab 1956 Hauptverwaltung Aufklärung des MfS). Er war zunächst Leiter der Abteilung 2 (Wissenschaftlich-technische Aufklärung) in der HA II (Wirtschaftsspionage), ab 1954 stellvertretender Leiter der HVA-Hauptabteilung IV und von Februar 1959 bis Juni 1971 im Rang eines Oberstleutnants Leiter der HVA-Abteilung V (Wirtschafts- und Technologiespionage). 1960/61 besuchte er einen Lehrgang an der Bezirksparteischule Erfurt. Im Juli 1971 wurde er im Rang eines Obersten Leiter des Sektors Wissenschaft und Technik der HVA. Im Oktober 1974 wurde er vom Vorsitzenden des Nationalen Verteidigungsrates der DDR, Erich Honecker, zum Generalmajor ernannt. Im Juli 1975 wurde er in der Funktion von Horst Vogel abgelöst. Er war dann bis zu seiner Entlassung aus dem Dienst des MfS Offizier für Sonderaufgaben bei der HVA-Leitung. Anschließend lebte er als Rentner in Ostberlin.

## Auszeichnungen
- 1954 Ehrenzeichen der Deutschen Volkspolizei
- 1959 Vaterländischer Verdienstorden in Bronze und 1971 in Gold
- 1961 Verdienstmedaille der DDR
- 1968 Orden „Banner der Arbeit“
- 1970 Ehrentitel Verdienter Mitarbeiter der Staatssicherheit
- 1973 Orden des Roten Sterns (UdSSR)
- Medaille für treue Dienste in der Nationalen Volksarmee in Bronze, Silber und Gold
- Verdienstmedaille der Nationalen Volksarmee in Silber und Gold[3]